# 徐浤
徐浤（1460年—？），字本深，江西廣信府貴溪縣人，軍籍，明朝政治人物。

## 生平
江西鄉試第五十三名舉人。弘治三年（1490年）中式庚戌科會試第一百八十八名，三甲第一百九十七名進士。六年八月授翰林院檢討，陪諸王讀書，與其餘十人進士以府潦沉滯，請別為敘遷之格，吏部尚書耿裕寢其奏，徐浤、翟敬等復詣部爭之，耿裕不聽，遂群詬而出，事聞下鎮撫鞫問，孝宗以浤等詆毀大臣，免贖罪，照前例俱黜為民。正德五年（1510年）官浙江溫州府知府。九年正月升四川右參政。

## 家族
曾祖徐用中；祖父徐思文；父徐孔壽，母汪氏。慈侍下。